# Dana Elcar
Ibsen Dana Elcar (Ferndale, 10 de Outubro de 1927 - Ventura, 6 de Junho de 2005) foi um ator norte americano. Dana participou de mais de 40 filmes mas é mais conhecido por seu papel na série MacGyver como Peter Thornton, o presidente da Phoenix Foundation. Elcar apareceu no primeiro episódio de MacGyver como Andy Colson (um personagem completamente diferente), mas depois apareceu como Peter Thornton, aparecendo pela primeira vez no décimo-primeiro episódio da primeira temporada.

## Vida e carreira
Elcar nasceu em Ferndale, Michigan, filho de Hedwig e James Aage Elcar, um carpinteiro e açougueiro. Elcar foi aluno da Universidade de Michigan onde foi membro da fraternidade Alpha Tau Omega e também estudou na lendária escola de atores Sanford Meisner.
Ele foi escalado pela primeira vez em 1962 para a novela The Guiding Light como Andrew Murray, o promotor da cidade de Los Angeles. Mais tarde, em 1962 e 1963, devido à sua passagem em The Guiding Light, ele participu de três episódios da comédia Car 54, Where Are You? , e de duas sequências do drama Cidade Nua, ambientados em Nova Iorque. Em 1966 e 1967, Elcar interpretou o sherife George Patterson na novela Dark Shadows.
Em 1991, Elcar desenvolveu glaucoma. Esta condição foi retratada em MacGyver com o personagem de Elcar desenvolvendo a doença, começando no décimo sétimo episódio da sexta temporada, "Blind Faith" e toda a sétima temporada. Após MacGyver, Elcar apareceu num episódio de Law & Order.
Elcar também interpretou um personagem cego em episódios de The Magic School Bus e ER. Uma vez cego, Elcar assumiu o desafio de interpretar Vladimir em Waiting for Godot com bengala branca. Esta foi sua última apresentação antes de se aposentar em 2002.

## Morte
Em 6 de Junho de 2005, Elcar morreu no Community Memorial Hospital em Ventura, California de pneumonia. Ele tinha 77 anos de idade.

## Filmografia
- Fail Safe (1964)
- A Lovely Way to Die (1968)
- The Boston Strangler (1968)
- The Maltese Bippy (1969)
- The Learning Tree (1969)
- Zig Zag (1970)
- Soldier Blue (1970)
- Adam at 6 A.M. (1970)
- A Gunfight (1971)
- The Great Northfield Minnesota Raid (1972)
- The Sting (1973)
- W.C. Fields and Me (1976)
- Baby Blue Marine (1976)
- St. Ives (1976)
- O Campeão (1979)
- Good Luck, Miss Wyckoff (1979)
- The Last Flight of Noah's Ark (1980)
- Condorman (1981)
- Buddy Buddy (1981)
- Jungle Warriors (1984)
- All of Me (1984)
- 2010 (1984)